# Sass Pordoi
Sass Pordoi (2950 m n. m., německy Pordoispitze) je skalnatý vrchol ve tvaru plošiny nalézající se v masivu Sella v Dolomitech. Vrchol je zpřístupněn lanovkou ze sedla Passo Pordoi, jejíž vrcholová stanice s vyhlídkovou terasou a restaurací je výchozí bod jak pro náročné túry a horolezecké trasy v oblasti masivu Sella, tak pro méně zdatné turisty, kteří tak mohou snadno vystoupit na vrchol Piz Boe – nejsnadněji přístupnou třítisícovku v Dolomitech.

## Lanovka
Lanovka byla postavena v roce 1962 a umožňuje překonat najednou 65 lidem za pouhé čtyři minuty téměř 700 m výškového rozdílu od spodní stanice v sedle Passo Pordoi na skalnatou náhorní plošinu. Byla to jedna z prvních lanovek v Dolomitech. Byla modernizována v letech 1994–1995.

## Výhledy
Od vrcholové stanice lanovky je panoramatický výhled na horské skupiny Rosengarten, Alpe di Siusi a Sassolungo na západ a severozápad; za jasného počasí jsou viditelné vrcholky Ötztalských a Zillertalských Alp. Jižním směrem jsou možné pohledy do údolí Val di Fassa a masiv Marmolada. Východním a severním směrem jsou možné pohledy do pusté skalnaté krajiny masivu Sella, v níž jsou ještě počátkem léta široké sněhové oblasti. Na východě vrchol Piz Boe (se svými 3152 metry nejvyšší vrchol masivu Sella) zakrývá výhled na horské skupiny východních Dolomit (Le Tofane, Monte Cristallo, Sorapis, Pelmo a Civetta).

## Dostupnost
Kromě lanovky je vrchol dostupný i pěšky po horských chodnících nebo po zajištěných cestách – ferratách.